# ابراهیم ماحوزی
ابراهیم ماحوزی سیاست‌مدار ایرانی بود، که در دوره بیست و چهارم مجلس شورای ملی بعنوان نماینده دشتستان از استان بوشهر در مجلس شورای ملی حضور داشت.